# ジス・タイム (INXSの曲)
「ジス・タイム」（This Time）は、オーストラリアのロック・バンドINXSの楽曲。1985年のアルバム『リッスン・ライク・シーヴズ (Listen Like Thieves)』に収録され、シングル曲となった。アメリカ合衆国とヨーロッパではアルバムからの最初のシングルとしてリリースされたが、オーストラリアとニュージーランドでは「ホワット・ユー・ニード (What You Need)」がいち早くリリースされており2枚目のシングルとなった。オーストラリアではトップ20に入った。アルバム収録曲の中では唯一、アンドリュー・ファリスが単独で書いた楽曲であった。

## B面曲
この曲のシングルには、様々なB面曲のバージョンがある。1985年11月にリリースされたオーストラリア盤では「カントリー風 (countryesque)」と評された曲「スウィート・アズ・シン (Sweet as Sin)」が収録されたが、これはINXSの曲としては珍しくギャリー・ゲイリー・ビアーズが単独で書き、歌っている楽曲である。UK盤では「オリジナル・シン」のエクステンディッド・リミックスが収められた。US盤や日本盤などでは「アイム・オーヴァー・ユー (I'm Over You)」がB面に収録されたが、この曲はジョン・ファリスが書き、歌っている。この他にも、12インチ・シングルなど、各国で様々なバリエーションがある。

## 評価
オールミュージック (AllMusic) は、「ソフトなギターで始まるこの曲は、リバイバル趣味をあからさまに弄ぶというわけではないもののバーズ風かと思わせるが、INXSはこれに続けてフルバンドのアレンジに進み、着実に曲を組み上げてこれまでにない最高のコーラスを聞かせる。マイケル・ハッチェンスはこの曲を、ちょうど良い十分な程度のドラマと力強さで歌い、まったく馬鹿げたことにはしていない（これがボノだったらと考えると悪夢になる）。(With its soft guitar start, suggesting the Byrds just enough while not playing the revivalist card too openly, INXS then shifts into its fine full-band arrangements, building steadily up to one of the band's best-ever choruses. Michael Hutchence delivers the title with just enough drama and intensity while not absolutely going nuts (what Bono would have made of it can only be imagined in nightmares).)」と記している。
リリース当時のレコード評で『ローリング・ストーン』誌は、この曲について「フォークっぽい高音のハーモニーをコーラスに使う、よくある欲深いポップ・ソング (another grabby pop song with folkish high harmonies on the chorus)」と評した。2004年時点の評価では、「トランス＝ロック的な動きをU2から借りている (borrowed from U2 a trance- rock momentum)」と評している。『トラウザー・プレス (Trouser Press)』誌は、アルバムの中の多くの曲と同じように「固い旋律、力強いリズム、決定的なフック (solid melodies, strong rhythms and decisive hooks)」がある曲だと評した。

## トラックリスト
Australian 7" 7-258836
1. "This Time" – 3:11
2. "Sweet as Sin" – 2:20

UK 7" INXS 5
1. "This Time" – 3:11
2. "Original Sin (Extended Version)" – 2:20

US 7" single 7-89497
1. "This Time" – 3:11
2. "I'm Over You" – 4:08

## チャート
| チャート（1986年）                              | 最高位 |
| ----------------------------------------------- | ------ |
| オーストラリア ARIAシングルチャート             | 19     |
| イギリス 全英シングルチャート                   | 79     |
| ニュージーランド レコーデッド・ミュージックNZ   | 40     |
| アメリカ合衆国 Billboard Hot 100                | 81     |
| アメリカ合衆国 Billboard Mainstream Rock Tracks | 11     |